# Loch Indaal (Bucht)
Loch Indaal, auch Lochindaal geschrieben, ist eine Meeresbucht der schottischen Insel Islay. Sie erstreckt sich zwischen Laggan und der Halbinsel Rhinns of Islay. Laggan Bay ist eine Bucht im Südosten von Loch Indaal. In mancher Literatur wird auch nur der nördliche Teil der Bucht zwischen Laggan Point und dem gegenüberliegenden Ufer südlich von Port Charlotte, also der Abschnitt nordwestlich von Laggan Bay als Loch Indaal bezeichnet.
Vom Atlantischen Ozean im Süden kommend reicht Loch Indaal fast 20 km in nordnordöstlicher Richtung in die Insel hinein. Von einer ursprünglichen Weite von knapp 13 km verjüngt sich Loch Indaal zunächst auf knapp elf Kilometer, um sich dann zu Laggan Bay wieder ein wenig zu öffnen. Die engste Stelle von Loch Indaal liegt mit einer Breite von 2,5 km etwa auf Höhe von Port Charlotte.

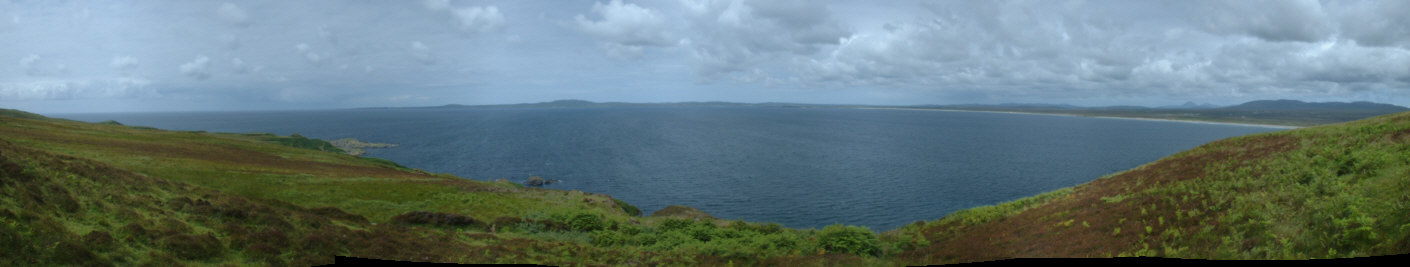
Panorama von Loch Indaal

Administrativ ist Loch Indaal als Teil von Islay der Council Area Argyll and Bute zugehörig. Historisch war es Teil der heute traditionellen Grafschaft Argyllshire.
Loch Indaal hat eine knapp 60 km lange Küstenlinie. Die Küste ist meist flach mit teils ausgedehnten Sandstränden beispielsweise am Kopf der Bucht. An der Halbinsel Oa treten jedoch auch Steilküsten auf. An der Ostküste von Loch Indaal liegt mit Bowmore der Hauptort der Insel, in dem mit 784 Einwohnern knapp ein Viertel der Inselbevölkerung lebt. An der Westküste befinden sich die Orte Port Charlotte und Bruichladdich. Loch Indaal im Süden und Loch Gruinart im Norden bilden eine Landenge, mit einer Breite von vier Kilometern, die die Rhinns of Islay von der Hauptinsel trennt.

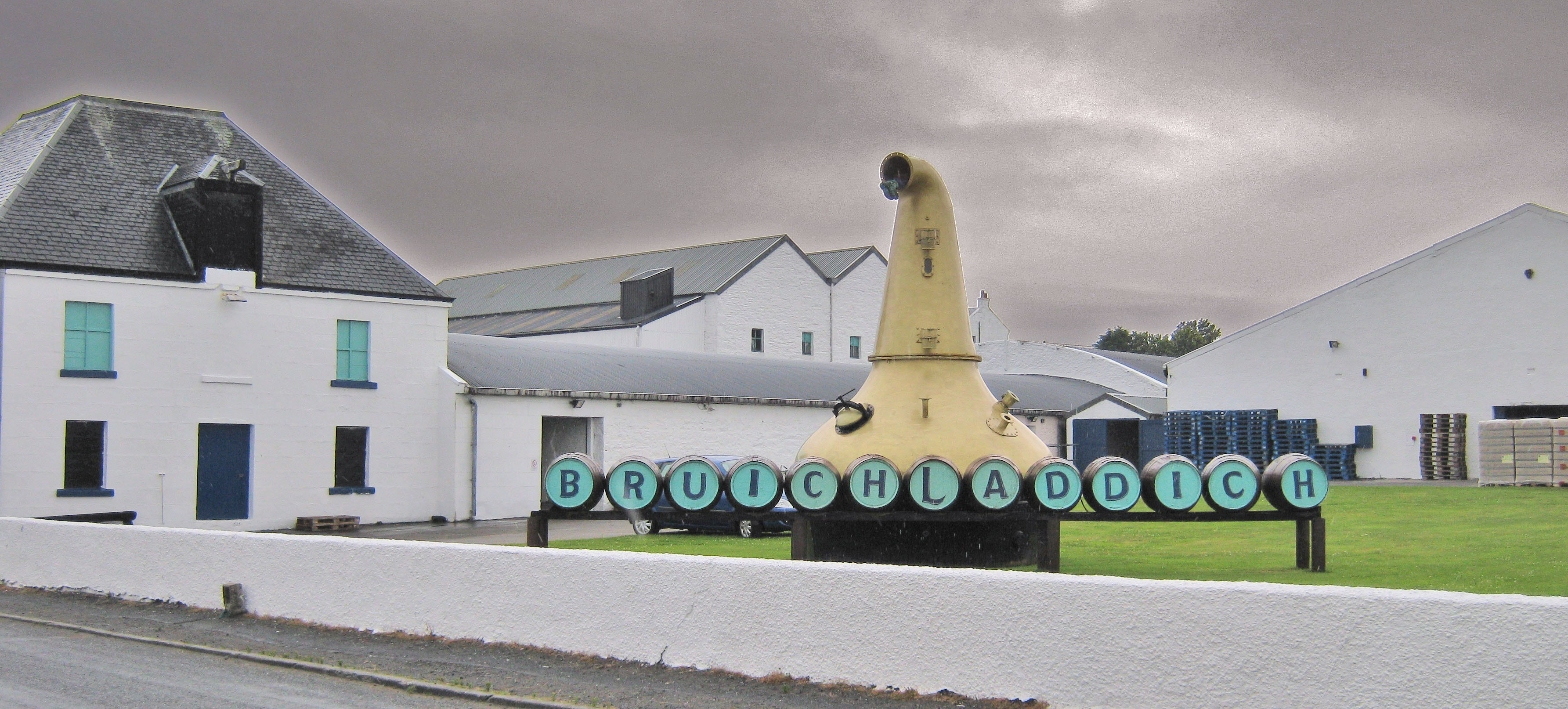
Gebäude der Bruichladdich-Brennerei

Auf Islay kam der Whiskyproduktion seit dem 19. Jahrhundert eine hohe Bedeutung zu. Daher wird Islay gar als eigene Whiskyregion geführt. Von den heute acht aktiven Whiskybrennereien auf der Insel liegen zwei an der Küste von Loch Indaal – die Bruichladdich-Brennerei in Bruichladdich sowie die Bowmore-Brennerei in Bowmore. Historisch gab es mit Lochindaal (auch als Port Charlotte bekannt) und Octomore zwei weitere überregional bedeutende Brennereien, die jedoch 1929 beziehungsweise 1860 geschlossen wurden.
Das Clyde Tomb von Port Charlotte liegt an der Westseite des Loch Indaal strandnah auf einem Campingplatz.